# 자기소유권
자기소유권(自己所有權, 혹은 개인주권, 개인의 자율권, 개인의 자기결정권)은 개인만이 그 자신의 소유자로서 신체 완전성(bodily integrity)을 지닌다는 도덕적, 자연권적 관점이며 따라서 오직 그 자신만이 그의 신체와 삶을 결정할 독점적인 결정권자라는 입장이다. 자기소유권은 자유주의나 아나키즘처럼 개인주의를 강조하는 정치철학 등에서 중요하게 다뤄지는 개념이다.

## 정의

### 자신
소유와 책임의 경계에 대한 논의는 법학자 메어 댄 코헨(Meir Dan-Cohen)의 에세이 The Value of Ownership와 Responsibility and the Boundaries of the Self.에서 탐구 되었다. 이 저작은 소유권의 현상학과 신체와 재산에 적용하기 위한 우리의 개인적 대명사의 사용에 대하여 강조하고 이를 법률 개념과 책임 및 소유권을 위한 민간적 기준으로 사용한다. 또 다른 견해에서는 노동은 계약을 맺을 수 있기 때문에 양도할 수 있으며, 자신으로부터 양도될 수 있는 것이라고 주장한다. 이 견해에서는 사람이 자발적 노예의 형태로 자신을 판매하는 선택 또한 자기소유권의 원칙에 의해 보존된다.

### 노동시장과 사유재산
아나키스트 정치 철학자 L. 수잔 브라운(L. Susan Brown)은 다음과 같이 주장한다. “자유주의(Liberalism)와 아나키즘은 개인의 자유를 강조하는 정치 철학이지만, 매우 다른 방식으로 서로 구별된다. 아나키즘은 자유주의의 개인의 자유에 대한 급진적 헌신을 공유하지만 자유주의의 경쟁적 소유 관계는 거부한다.”엘렌 메이신스 우드(Ellen Meiksins Wood)는 다음과 같이 언급한다. “로크식 개인주의에 반대하는 개인주의의 교리가 있으며… 비로크적 개인주의는 사회주의를 포괄할 수 있을 것이다.”
우파 자유지상주의에서는 자기소유권을 사유재산(private property)이 자신의 일부라는 개념으로 확장시키며 그 통제권을 부여한다. 제랄드 코헨(Gerald Cohen)에 따르면 “자유지상주의의 자기소유권의 원칙에 의하면, 각 개인은 그 자신을 독점적으로 제어하고 사용하는 독점적인 권한을 지님으로써 그 자신과 그의 힘을 향유할 수 있고, 따라서 그가 공급하기로 계약하지 않은 다른 누구에게도 물품이나 서비스를 빚지지 않는다.”
철학자 이안 샤피로(Ian Shapiro)는 노동시장은 자기소유권을 긍정하는데, 자기소유권이 인정되지 않는다면 사람들은 자신의 생산력을 다른 사람에게 팔 수 없기 때문이다. 그의 주장에 따르면 개인은 제한된 시간과 조건에 대한 그의 생산 능력의 유용성을 판매하지만, 그 능력과 수용력 자체의 사용을 파는 것으로서 그가 얻은 것을 계속 소유하고, 경제적 효율성에 공헌하면서 자신에 대한 주권을 유지한다. 고전적 자유주의 공통된 견해에 따르면 주권적 개인은 신체 외부의 사유재산의 권리를 주장하는데, 사람이 자신을 소유한다면 자원을 창출하거나 향상시키는 활동을 포함한 자신의 행동을 소유하는 것이기 때문에 자신의 노동과 그 과실을 소유한다.
오스트리아 학파 경제학자 루트비히 폰 미제스는 Human Action에서 노동시장은 자기소유의 합리적인 결론이며 노동의 집단적 소유는 개인의 노동에 대한 상이한 가치를 무시한다고 주장한다.
| “ | 물론 사람들은 사회주의 연방의 동지들과 농노나 노예의 의무가 본질적으로 다른것이라고 주장한다. 그들은 노예와 농노들은 자신을 착취하는 주인의 이익을 위해 노역을 한다고 말한다. 그러나 사회주의 체제에서 노동의 산물은 노역자가 한 부분을 이루는 사회에 향한다. 여기서 노동자는 그 자신을 위해 일한다. 이 추론이 간과하는 것은 개별 동지와 모든 모든 노동의 산물을 쌓아 올리는 집단적 주체의 동일시가 단지 허구라는 것이다. 지역사회의 공무원들의 목표가 다양한 동지들의 소망과 욕구에 부합하는가는 그저 사소한 문제일 뿐이다. 가장 중요한 것은 집합체의 부에 대한 개인의 기여가 시장에 의해 결정된 임금의 형태로 나타나지 않는 다는 것이다 | ” |

그럼에도 사유재산을 비판하면서 자기소유권을 옹호하는 경우가 있는데, 이는 특히 아나키즘에서 강조된다. 오스카 와일드가 말하길 “사유재산은 그가 가진 것으로써 사람을 혼란스럽게 함으로써, 진정한 개인주의를 해치고 모호하게 만들었다. 이것은 개인주의를 완전히 엇나간 길로 이끌었다. 이것은 성장을 목표로 하지 않았다. 그렇게 사람들은 소유하는 것이 중요한 것이라고 생각했고, 무엇이 진실로 중요한 것인가를 알려고 하지 않았다. 사람의 진정한 완전성은 사람이 가진것이 아닌, 그 사람이 무엇인가에 달려있는 것이다… 사유재산을 폐지함으로써 우리는 진실되고, 아름다우며, 건강한 개인주의를 향유하게 될것이다. 누구도 상징적인 것들을 모으기 위해 인생을 허비하지 않을 것이다." 이탈리아의 개인주의적 아나키스트인 렌조 노바토레는 다음과 같이 말한 적이 있다. “오직 윤리적이고 정신적인 부만이 침해될 수 없는 것이다. 나머지는 그렇지 않다! 그리고 침해될 수 있는 모든 것들을 침해될 것이다!”
사람이 생존을 위해 자발적 노예 상태가 되어버리는 것에 대하여, 아나키즘 내부에서 임금 노예제에 대한 비판이 등장하였다. 이것은 사람을 소유하는 것과 빌리는 것의 유사성에 초점을 맞춤으로서, 노예제와 임금 노동의 관계의 비유에 대한 부정적인 의미를 내포한 용어이다. 임금 노예라는 용어는 경제적 착취와 사회 계층을 비판하기 위해 사용되었다. 전자는 노동과 자본간의 불평등한 협상력으로(특히 저임금 노동자의 경우) 볼 수 있으며, 후자는 노동자 자주경영의 부족으로 성취감 있는 직업의 선택권과 경제적 여유가 결핍된 상태를 말한다고 할 수 있다. 자유지상주의적 사회주의자들은 자유의 가치를 믿으며, 그렇기 때문에 사회는 개인이 경제적인 것과 정치적인 사안을 선택할 힘을 가질 수 있는 방향으로 작동되어야 한다고 생각한다. 자유지상주의적 사회주의자들은 사회와 경제적 기업을 포함하여 모든 부당한 권위를 직접 민주주의와 자발적 연합으로 교체하길 원하며, 삶의 모든 면에서 보편적인 자율성을 얻을 수 있는 방법을 찾고자 한다. 산업 혁명의 출연과 함께 프루동과 마르크스 같은 사상가는 개인의 사적 활동이 불가능한 사회적 특성에 대한 비판의 맥락에서, 노예제와 임금노동의 비교를 정교화했다. 나중에 엠마 골드만은 임금 노예제를 비판하는 유명한 말을 남긴다. “유일한 차이는 너는 그저 고용된 노예라는 것뿐이다.”
좌파 자유지상주의에서 힐렐 스타이너, 피터 발렌타인, 필립 판 파레이스, 마이클 오츠카, 데이비드 앨러만 같은 학자들은 자기소유와 토지 전유같은 고전적 자유주의의 평등주의적 뿌리에서 지공주의와 중농주의의 관점을 혼합한 토지 및 천연자원에 대한 견해를 가지고 있다. 좌파 자유지상주의자들은 세계의 천연자원은 본래 누구도 소유하지 않았거나 모든 사람들에게 동등하게 속한 것으로써, 누구든지 이러한 자원에 독점적인 소유권을 주장하여 타인에게 해를 끼치는 것은 불합리하며, 토지가 타인에게 충분할 만큼 남겨져 있거나 사유재산의 배제적인 효과를 보상하게 위해 사회에 의해 과세되어야 한다고 주장했다. 스타이너-발렌타인 유형의 좌파 자유지상주의자들은 각 개인이 천연 자원의 동등한 분배를 받을 수 있는 권리를 주장하는 이유로 일종의 소득 재분배의 형태를 지지한다.

## 역사
존 로크는 Two Treatises on Government에서 "모든 사람은 그 자신의 소유다"라고 언급했다. 로크는 또한 개인은 "자신이 무엇이 될지, 무엇을 할지 결정할 권리가 있으며 그가 한 일의 이점을 얻을 수 있는 권리가 있다" 고 언급했다. 미국의 개인주의적 아나키스트인 조시아 워렌(Josiah Warren)은 최초로 "개인의 주권"에 대하여 저술한 인물이었다.

## 같이 보기
- 자유지상주의
- 아나키즘
- 개인주의
- 반국가주의
- 죽을 권리
- 안락사
- 성노동
- 자유의지
- 표현의 자유
- 사상의 자유
- 낙태

## 참고 문헌
- Cohen, G. A. (1995). 《Self-Ownership, Freedom, and Equality》. Cambridge University Press.
- Hallgrimsdottir, Helga Kristin; Benoit, Cecilia (2007). “From Wage Slaves to Wage Workers: Cultural Opportunity Structures and the Evolution of the Wage Demands of the Knights of Labor and the American Federation of Labor, 1880–1900”. 《Social Forces》 85 (3): 1393–411. doi:10.1353/sof.2007.0037. JSTOR 4494978.
- Sandel, Michael J. (1996). 《Democracy's Discontent: America in Search of a Public Philosophy》. Cambridge, MA: Belknap Press. ISBN 978-0-674-19744-2.
- Ellerman, David P. (1992). 《Property and Contract in Economics: The Case for Economic Democracy》 (PDF). Cambridge, MA: Blackwell. ISBN 978-1-55786-309-6. 2013년 3월 9일에 확인함.
- Goldman, Emma (2003).  Candace Falk;  외., 편집. 《Emma Goldman: A Documentary History of the American Years, Volume I: Made for America, 1890–1901》. Berkeley & Los Angeles, CA: University of California Press. ISBN 978-0-520-08670-8.
- Marx, Karl (1969) [1863]. 《Theories of Surplus Value》. Moscow: Progress Publishers.
- Proudhon, Pierre-Joseph (1890) [1840]. 《What Is Property? or, An Inquiry into the Principle of Right and of Government》. New York, NY: Humboldt Publishing.